# Ricardo Mangue Obama Nfubea
Ricardo Mangue Obama Nfubea (1961) es un político de ecuatoguineano.

## Biografía
Estudió derecho y ciencias políticas en España, en la Universidad Complutense de Madrid. Ha ocupado distintos puestos de responsabilidad desde 1989 en la administración de Guinea Ecuatorial de la mano de su presidente, Teodoro Obiang, al que se le considera muy próximo. Trabajó para Obiang y su familia como abogado.
El 14 de agosto de 2006 fue nombrado primer ministro, sustituyendo a Miguel Abia Biteo Boricó, siendo la primera vez que un hombre de la etnia fang es nombrado desde la independencia del país en 1968. Con anterioridad había sido vice primer ministro, ministro de Estado a cargo del Servicio Civil y Coordinación Administrativa, ministro de Trabajo y ministro de Educación. Dejó de ser primer ministro en 2008, siendo reemplazado por Ignacio Milam Tang. Su gestión fue duramente criticada por Obiang.